# Задужбина краља Петра I Карађорђевића
Задужбина краља Петра I Карађорђевића је задужбина коју је тестаментом 18. новембра 1914. године основао краљ Петар I Карађорђевић.
У њеном саставу налазе се Црква Светог Ђорђа на Опленцу, Карађорђев конак, Карађорђева црква у Тополи, Карађорђева касарна, Петрова кућа, Краљева винарија, Виноградарева кућа и краљеви виногради.

## Историјат
У новембру 1914. године на Краљевину Србију је покренута Трећа аустроугарска офанзива. Српска војска је пружала снажан и несаломив отпор у прве две офанзиве, али је већ била измучена и нашла се у дефанзиви.
Краљ Петар I Карађорђевић је краљевску власт пренео на наследника краљевина Александра који је тиме постао регент, а затим се повукао у Тополу. Становао је у скромној кући у шумадијском стилу, изграђеној по пројекту архитекте Косте Ј. Јовановића, а за потребе парохијског дома Цркве Светог Ђорђа на Опленцу. 
У Крагујевцу је 18. новембра 1914. године краљ Петар I написао тестамент у којем је предвидео оснивање задужбине са његовим именом, а која треба као посебно правно лице да управља Црквом Светог Ђорђа на Опленцу. 
Полазећи у рат против Аустријанаца и немајући времена да потанко обрађујем наследство свога имања, ја остављам моје папире и готов новац мојој деци, Александру, Ђорђу и Јелени. Они ће то поделити на троје међу собом братски. Имање у земљишту у Београду припада наследнику престола Александру, као и црква на Опленцу, код Тополе. Црква постаје као засебно правна установа под именом: „Задужбина краља Петра”. Краљ ће се свакад старати о тој задужбини, а остали чланови дома имају право, по одобрењу краљевом, уживати у тој задужбини. Болница коју подижем у Тополи, предаје се држави на употребу докле год буде болница државна. Ако би се намера променула, место се враћа задужбини. Грлим срдачно моју драгу децу и препоручујем јим мир и љубав.
Петрова кућа је након краљеве смрти 1921. године била претворена у седиште дирекције задужбине. Након Марсејског атентата је краће време служила као музеј венаца, тачније од 1935. године, а у њој су били изложени венци полагани на саркофаг краља Петра I и гроб краља Александра I.
Задужбина је 1947. године, услед доласка комуниста на власт, престала са радом и била затворена за јавност, а њена имовина је конфискована. Рад задужбине је обновљен 1993. године.

## Комплекс задужбине
| Фотографија | Објекат                       | Време градње |
| ----------- | ----------------------------- | ------------ |
|             | Црква Светог Ђорђа на Опленцу | 1910—1930    |
|             | Петрова кућа                  | 1910—1912    |
|             | Карађорђев конак              | 1811.        |
|             | Карађорђева касарна           |              |
|             | Карађорђева црква у Тополи    | 1811.        |
|             | Виноградарева кућа            | 1911.        |
|             | Краљева винарија              | 1931.        |

## Управа задужбине
Управитељ задужбине је Драган Рељић, а задужбином управља Управни одбор. Међу члановима Управног одбора били су архитекта Драгомир Ацовић, председник општине Топола. Вршилац дужности управитеља једно време је био адвокат Владан Живуловић.

## Галерија
- Ентеријет Цркве Светог Ђорђа на Опленцу
- Панорамски поглед на Цркву Светог Ђорђа на Опленцу
- Маузолеј породице Карађорђевић у крипти Цркве Светог Ђорђа на Опленцу
- Краљеви виногради
- Збирка у Петровој кући
- Збирка у Петровој кући
- Иконе у Петровој кући
- Карађорђева биста у Карађорђевом конаку
- Ентеријер Карађорђевог конака
- Улаз у Карађорђев конак
- Карађорђев топ у Карађорђевом конаку
- Устанички барјак
- Краљева винарија
- Краљева винарија
- Краљева винарија